# Corycaeus pacificus
Corycaeus pacificus är en kräftdjursart som beskrevs av F. Dahl 1894. Corycaeus pacificus ingår i släktet Corycaeus och familjen Corycaeidae. Inga underarter finns listade i Catalogue of Life.